# Abbazia di Notre-Dame du Val
L'abbazia di Notre-Dame du Val si trova a Mériel, nell'Île-de-France.
Venne fondata il 16 agosto 1136 da una comunità di monaci cistercensi provenienti dall'abbazia di Notre-Dame de la Cour-Dieu di Ingrannes.

## Storia

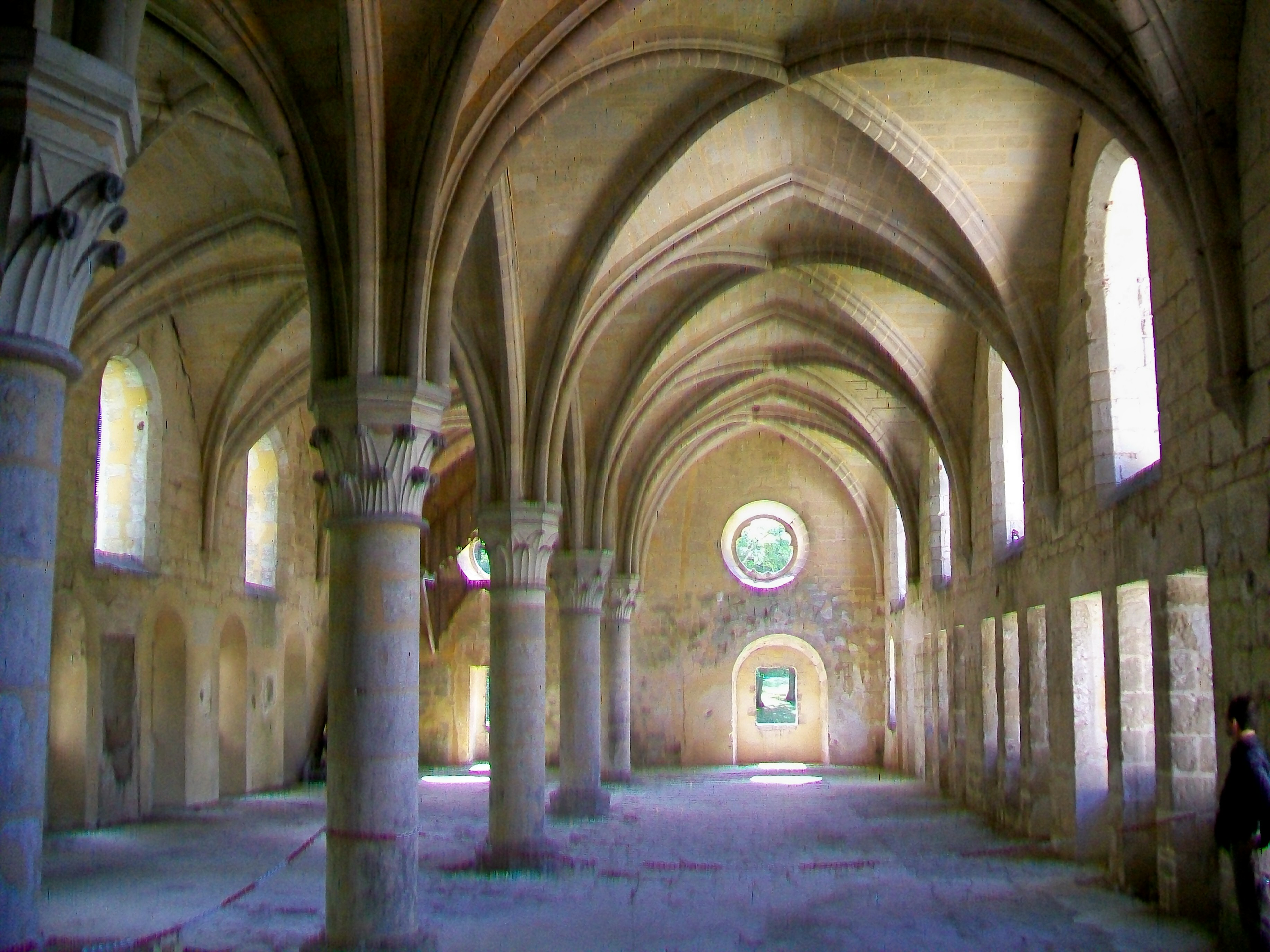
Il dormitorio dei monaci.

Il monastero sorse sul sito donato ai monaci da Ansel, signore di L'Isle-Adam. L'ultimo abate regolare venne eletto nel 1507, poi venne costituita in commenda.
Venne soppressa nel 1791.
Dal 1947 è classificato come monumento storico.